# Calypso (1988)

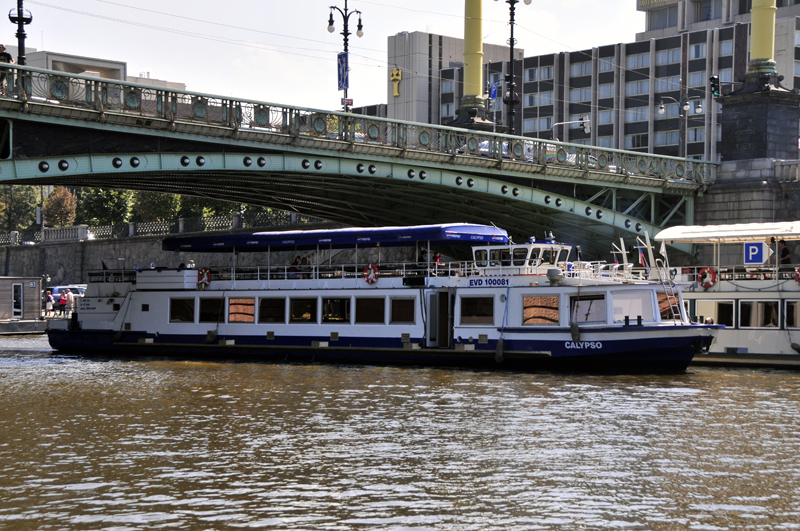
loď Calypso

Calypso je výletní lodí na Vltavě s kotvištěm v Praze. Byla postavena v berlínských loděnicích v Německu a na vodu byla spuštěna v roce 1988. Poté prošla rekonstrukcí, aby splňovala i náročné požadavky domácích i zahraničních turistů. Pojmenovaná je podle nymfy Kalypsó z řecké mytologie.

## Technický popis
Calypso je dlouhá 32 metrů, široká 5,4 m a její kapacita je 164 osob, z toho 86 osob k sezení na sluneční palubě a 60 sedadel uvnitř lodi. Horní paluba je částečně zastřešená. Krom toho uvnitř lodi je bar, rautové stoly a samostatný salonek pro deset osob. Celá loď je ozvučená.

## Využití
Loď se využívá pro komerční plavby po Praze, výlety do Mělníka, na Slapy či na zámek Nelahozeves a mnohá další  místa na povodí Vltavy i Labe. Calypso kotví v přístavištích u Čechova mostu, na Rašínově nábřeží, Kampě, ve Žlutých lázních nebo Tróji.

## Galerie

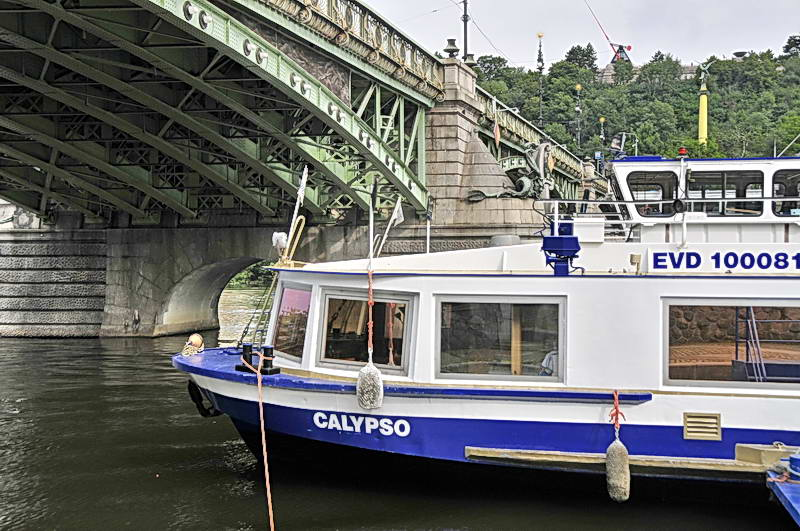
loď Calypso
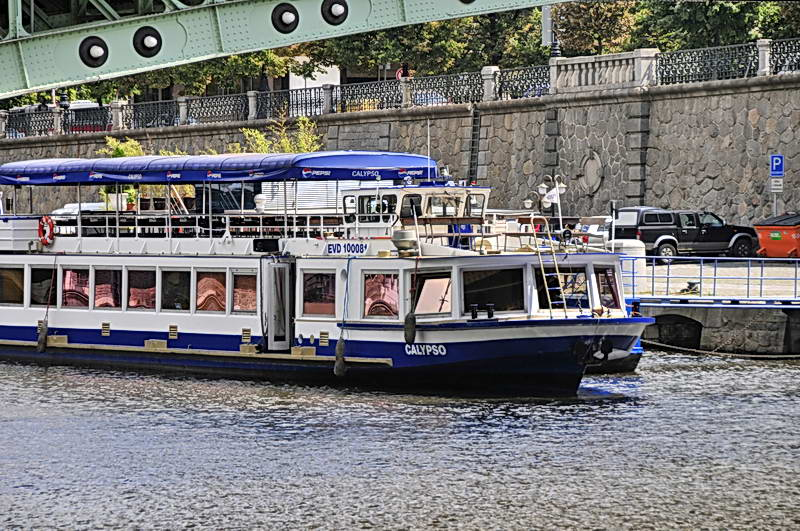
loď Calypso
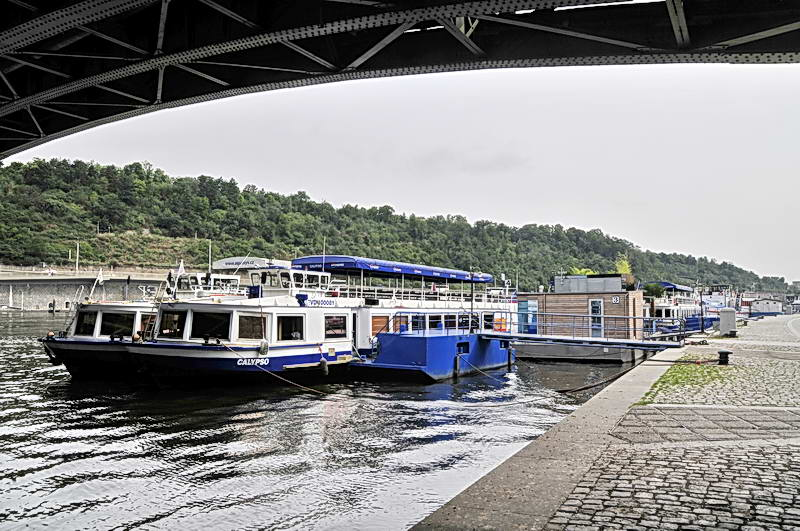
loď Calypso